# تاکنا

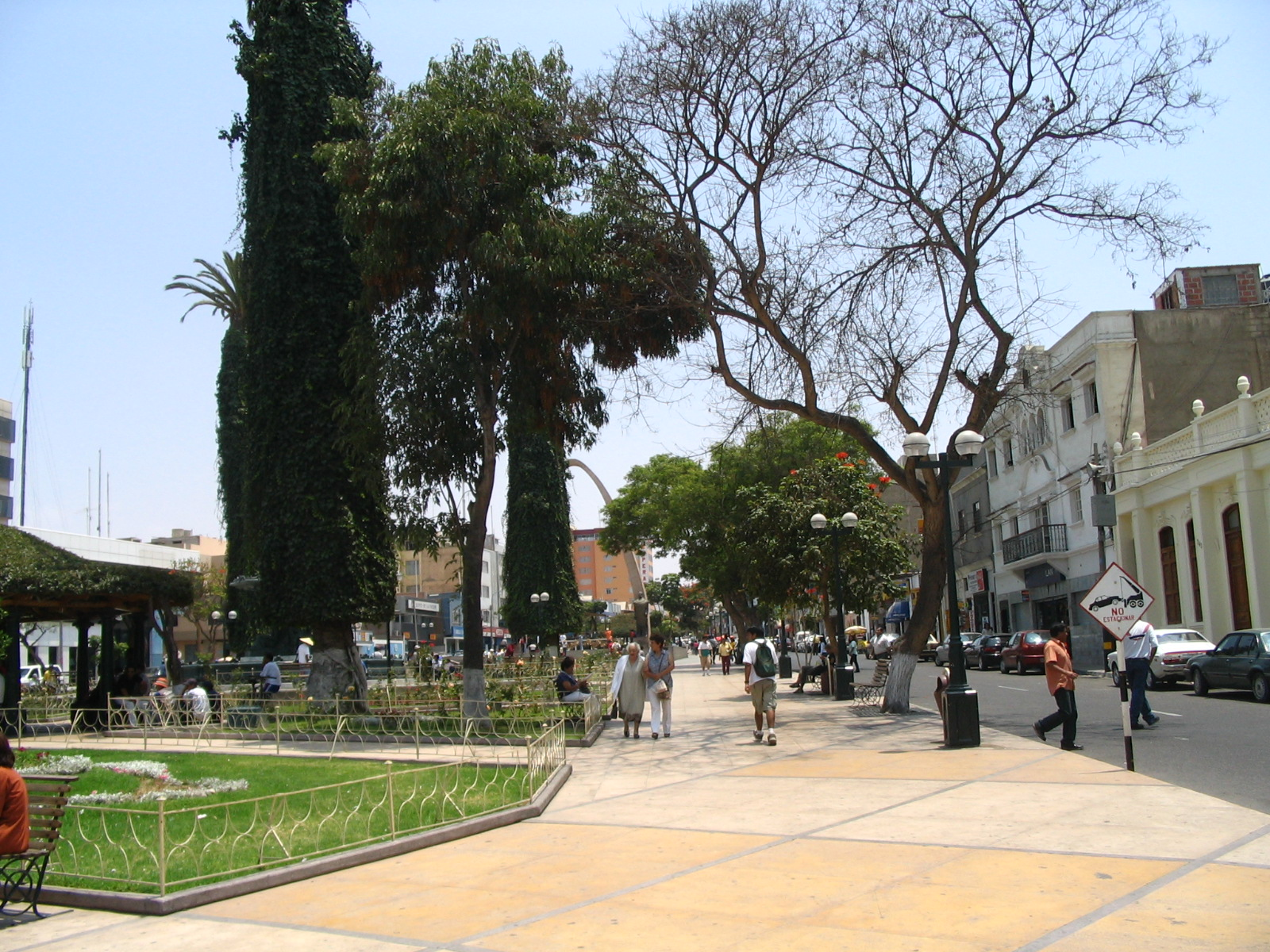
Tacna Armas Square (Plaza de Armas) in San Martin area

تاکنا (به اسپانیایی: Tacna) یک City در Peru است که در Tacna District واقع شده‌است.

## خصوصیات
تاکنا ۵۵۲ متر بالاتر از سطح دریا واقع شده‌است.